# Рик Ван Стенберген
Рик Ван Стенберген (на нидерландски: Rik Van Steenbergen) е белгийски колоездач.

## Биография
Той е роден на 9 септември 1924 година в Арендонк, провинция Антверпен. Започва да тренира колоездене от ранна възраст и от 1942 година се състезава професионално. През следващите години печели 7 пъти националното и 3 пъти (1949, 1956 и 1957) световното първенство по колоездене на шосе, през 1951 година е втори в Обиколката на Италия.
Рик Ван Стенберген умира на 15 май 2003 година в Антверпен.